# حلبوب إهليلجي
الحَلبُوب الإهليلجي (باللاتينية: Mercurialis elliptica) نوع نباتي ينتمي إلى جنس الحَلبُوب من الفصيلة اللبنية.

## الموئل والانتشار
ينتشر في المغرب العربي وإسبانيا والبرتغال.